# Terrapin
Il Terrapin è un veicolo trasporto britannico anfibio della seconda guerra mondiale, equivalente al DUKW americano, anche se non fu prodotto in grandi quantità. Grazie alle sue doti anfibie, era assai interessante per le esigenze di mobilità durante gli sbarchi.
A causa dei 2 motori in posizione centrale, per equilibrare i pesi, il veicolo non consentiva di trasportare grandi carichi, e se uno dei motori si bloccava, essendo ciascuno collegato alle 4 ruote di ogni lato (la caratteristica principale del mezzo era di essere un 8x8), l'altro continuava a funzionare portando il mezzo ad intraversarsi con conseguenze pericolose. 
Non esistevano né armi né protezione e il bordo libero era basso. La velocità massima in acqua era buona grazie alle 2 eliche posteriori (8 km/h circa) ma quella su strada si limitava ad appena 24, così questo è forse il mezzo anfibio convenzionale con il più basso rapporto velocità massima in acqua/terra. Inoltre, se le acque che attraversava erano mosse, tendeva ad allagarsi con facilità.
Fu usato per la prima volta ad Anversa nel 1944.
Dopo 500 esemplari la produzione si spostò sul modello migliorato Mk 2 ma la guerra finì prima e così questo veicolo, praticamente una sorta di antesignano dei primi modelli di BTR-60, aperto sulla parte superiore e privo di protezione e capacità di fuoco, venne posto fuori servizio alla fine delle ostilità.